# The Botanical Register

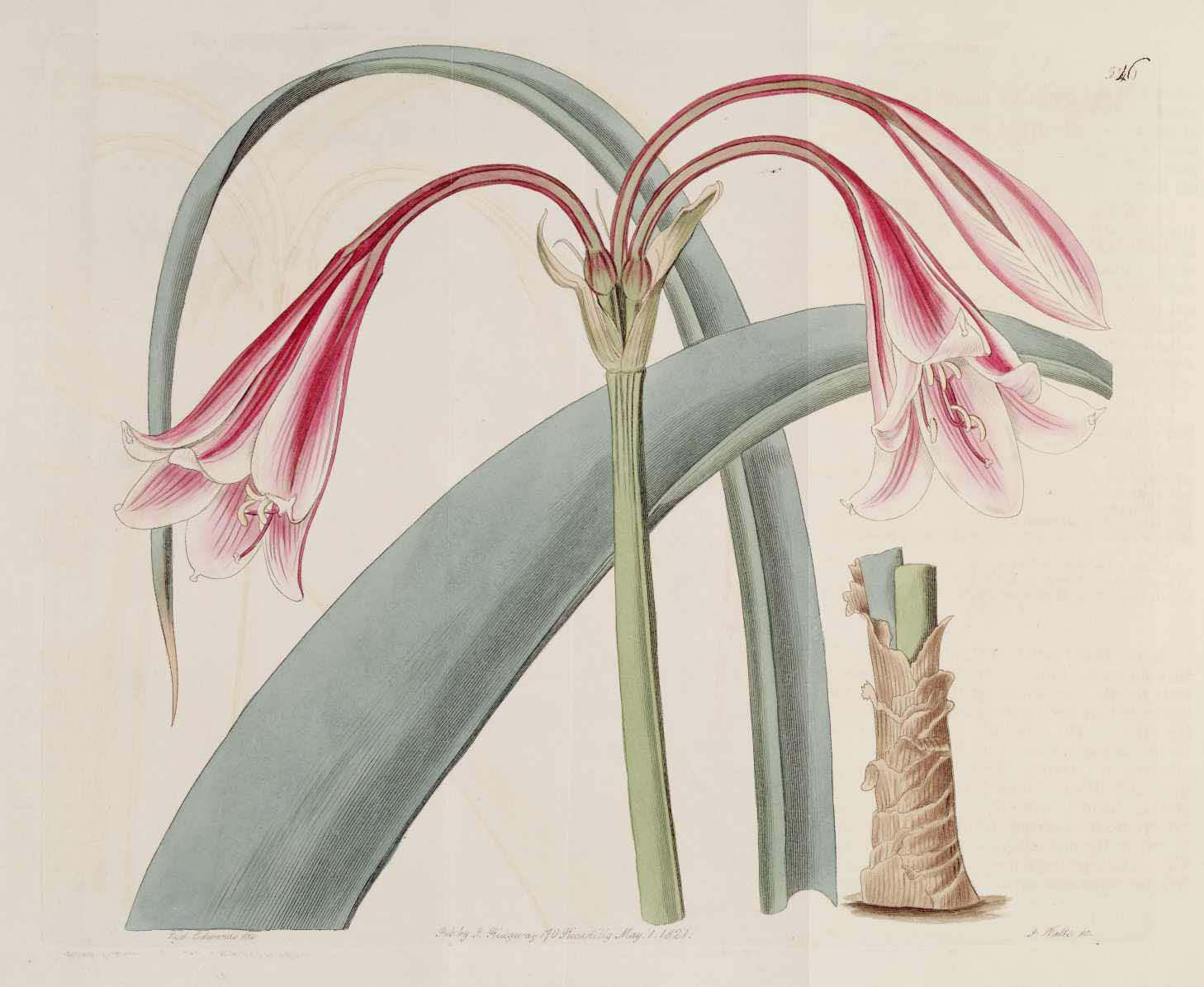
Crinum bulbispermum Plate 546

The Botanical Register, posteriorment conegut com a Edwards's Botanical Register, (abreujat Edwards's Bot Reg.), va ser una revista il·lustrada hortícola que es va editar des del 1815 fins al 1847.

## Història
Va ser iniciada per l'il·lustrador botànic Sydenham Edwards, que havia il·lustrat anteriorment Botanical Magazine, però es va anar després d'una disputa amb els editors. Edwards va editar cinc volums de The Botanical Register en cinc anys, abans de la seva mort en el 1819. Durant aquest període, el text va ser proporcionat per John Bellenden Ker Gawler, i Edwards va aportar les pintures, que van ser gravats i acolorits a mà per uns altres.
Després de la mort d'Edwards, les tasques editorials passa a l'editor, James Ridgway de 170 Picadilly, els qui van emetre altres nou volums entre 1820 i 1828. El 1829, John Lindley va ser nomenat editor, i va adoptar el títol d'Edwards's Botanical Register. Dinou volums addicionals van ser emesos abans que la revista s'interrompés en el 1847. El 1839, Lindley també va emetre Appendix to the Firsty Twenty-Three Volumes of Edwards's Botanical Register, que incloïa la seva A Sketch of the Vegetation of the Swan River Colony.